# Ecotipo

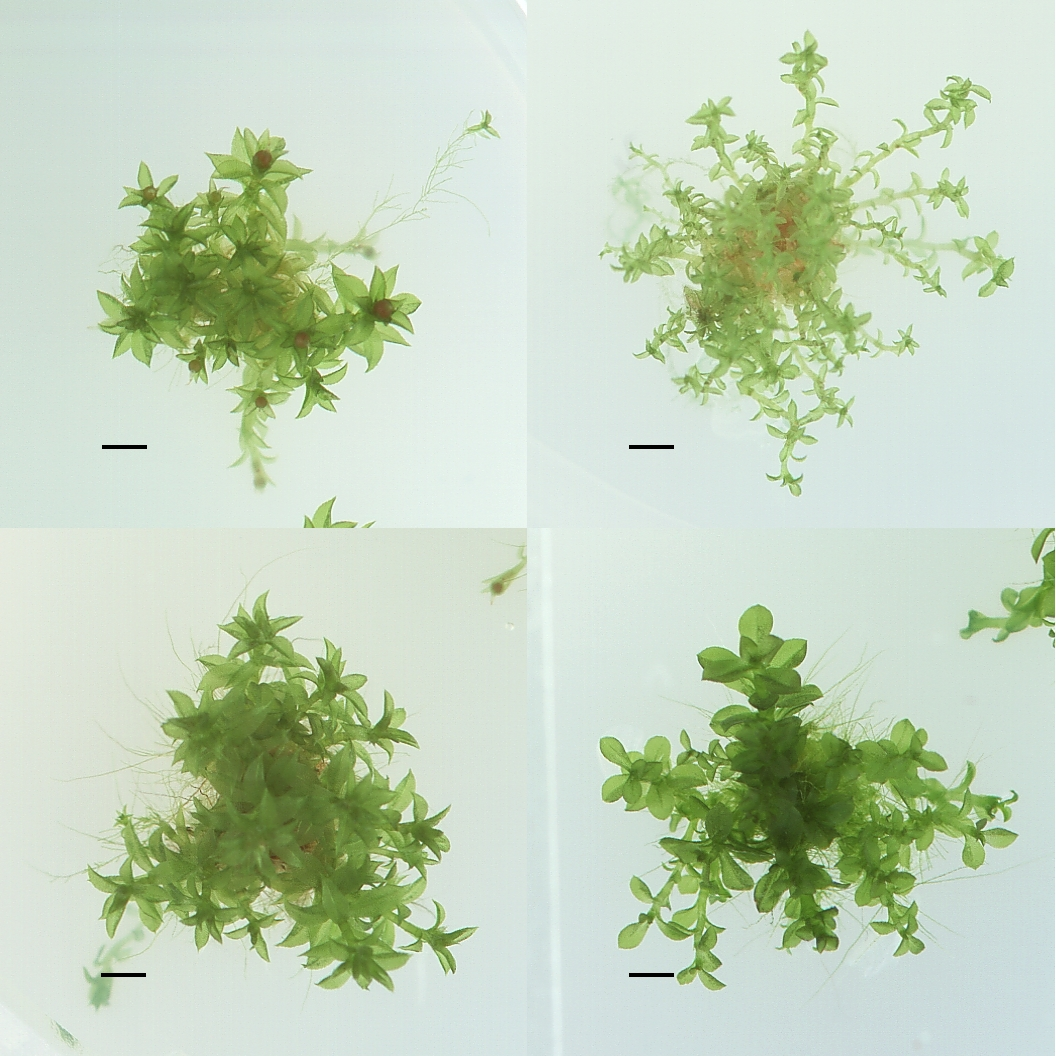
Ecotipo

En Biología, ecotipo es una subpoblación genéticamente diferenciada que está restringida a un hábitat específico, un ambiente particular o un ecosistema definido, con unos límites de tolerancia a los factores ambientales. El ecotipismo es una forma de variación asociada al medio y no implica necesariamente la separación de poblaciones en áreas geográficas aisladas entre sí. En opinión de algunos ecólogos el término es algo ambiguo. Es una misma especie que en ambientes diferentes tienen una expresión fenotípica distinta por la interacción de los genes con el medio ambiente.
En arquitectura, ecotipo es el tipo de edificación adaptada al clima de su entorno y construida con materiales autóctonos, muy propio de la arquitectura popular tradicional. Actualmente, la que resulta de aplicar los criterios de sostenibilidad en un entorno determinado.
En antropología, ecotipo es igual a paisaje, transformación de la naturaleza para aprovechar mejor los recursos.